# Traktor-Museum am Bahnhof
Das Traktor-Museum am Bahnhof in Schwarzenbach an der Saale zeigt seit 2008 rund 100 historische Traktoren aus den 1930er bis 1960er Jahren und über 1000 Miniaturmodelle. Geöffnet ist das Museum jeden ersten Sonntag im Monat von 10 bis 16 Uhr, der Eintritt ist frei.
Die Ausstellungsstücke werden in der ehemaligen Güterhalle unmittelbar neben dem Schwarzenbacher Bahnhof präsentiert. Träger ist der Verein Traktor-Kult e.V. aus Schwarzenbach.